# Crocidium nitidilabre
Crocidium nitidilabre är en tvåvingeart som beskrevs av Hesse 1938. Crocidium nitidilabre ingår i släktet Crocidium och familjen svävflugor. Inga underarter finns listade i Catalogue of Life.